# Kino „Kijów”
Kino „Kijów” – zabytkowe kino w Krakowie, w dzielnicy VII Zwierzyniec, przy alei Zygmunta Krasińskiego 34, na Półwsiu Zwierzynieckim. 

## Historia
Budowę kina rozpoczęto w 1962. Budynek zaprojektował architekt Witold Cęckiewicz, a wnętrza Krystyna Zgud-Strachocka, Jerzy Chronowski i J. Kosiniak. Było to wówczas największe kino w Krakowie, z salą na 960 widzów i najnowocześniejsze w Polsce. Pierwsze kino szerokoformatowe, mogące wyświetlać filmy z taśm wszelkich formatów: 16, 35 oraz 70 mm, w stereofonicznej jakości dźwięku. Posiadało zakupiony w Danii wklęsły ekran o wymiarach 18,7 x 8,6 m.
Rozpoczęło działalność 6 listopada 1967 roku premierą filmu radzieckiego reżysera Siergieja Bondarczuka Wojna i pokój,  będącego adaptacją powieści historycznej rosyjskiego pisarza Lwa Tołstoja pod tym samym tytułem.
W kinie odbywają się festiwale, mają miejsce polskie i światowe premiery filmowe, m.in. filmów Lista Schindlera (1994) i Pan Tadeusz (1999). Od 1968 do 1990 odbywał się w nim krakowski Festiwal Filmów Dokumentalnych i Krótkometrażowych. Odbywa się w tym miejscu Krakowski Festiwal Filmowy.
Pojawienie się  multipleksów w Polsce spowodowało odpływ widzów, co pociągnęło za sobą poważne problemy instytucji. Podczas rewitalizacji, w latach 2005-2008 jednosalowe kino zostało poddane przemianom. W ramach projektu realizowanego pod kierunkiem ówczesnego prezesa Tomasza Maciejowskiego, obok istniejącej dużej sali (na 828 miejsc) powstały sale studyjne na 31 i 37 widzów, kawiarnia filmowa i klub muzyczny, a dużą salę wyposażono w pierwszy wówczas w mieście  projektor cyfrowy. Kino posiada także salę kameralną na 30 osób oraz salę klubową. W latach 2008–2019 działało pod nazwą „Kijów.Centrum”.
Budynek kina Kijów to arcydzieło architektury modernistycznej Krakowa. Oryginalnie budynek z 1967 roku miał cienką, stalową stolarkę okienną (a nie beżową) i przezroczyste szyby (a nie przyciemniane) eksponujące największą, wewnętrzną mozaikę w Krakowie oraz własny neon. Na tylnej elewacji kina zachowała się barwna mozaika ceramiczna w stylu op-art. 

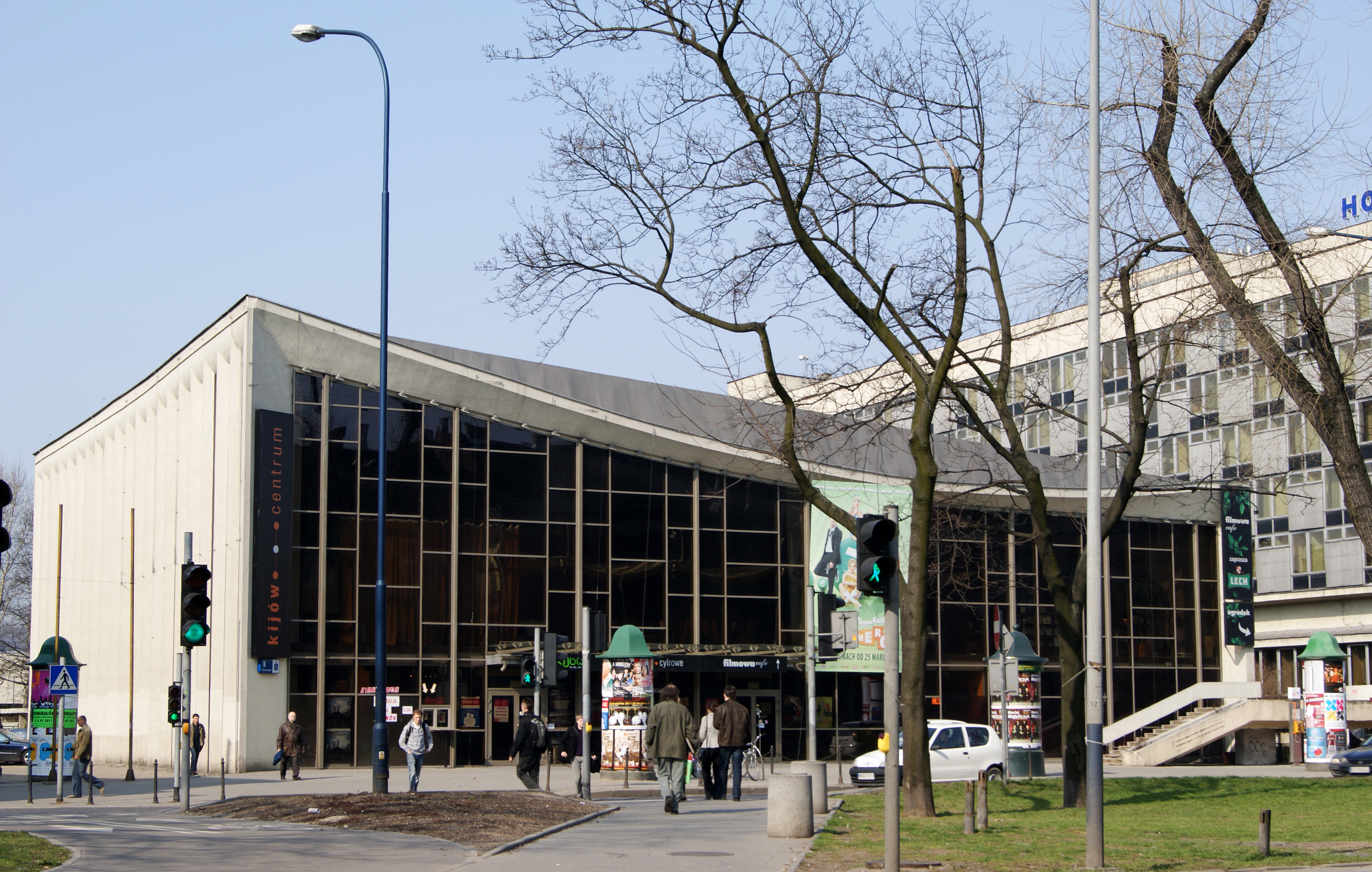
Budynek w 2011.
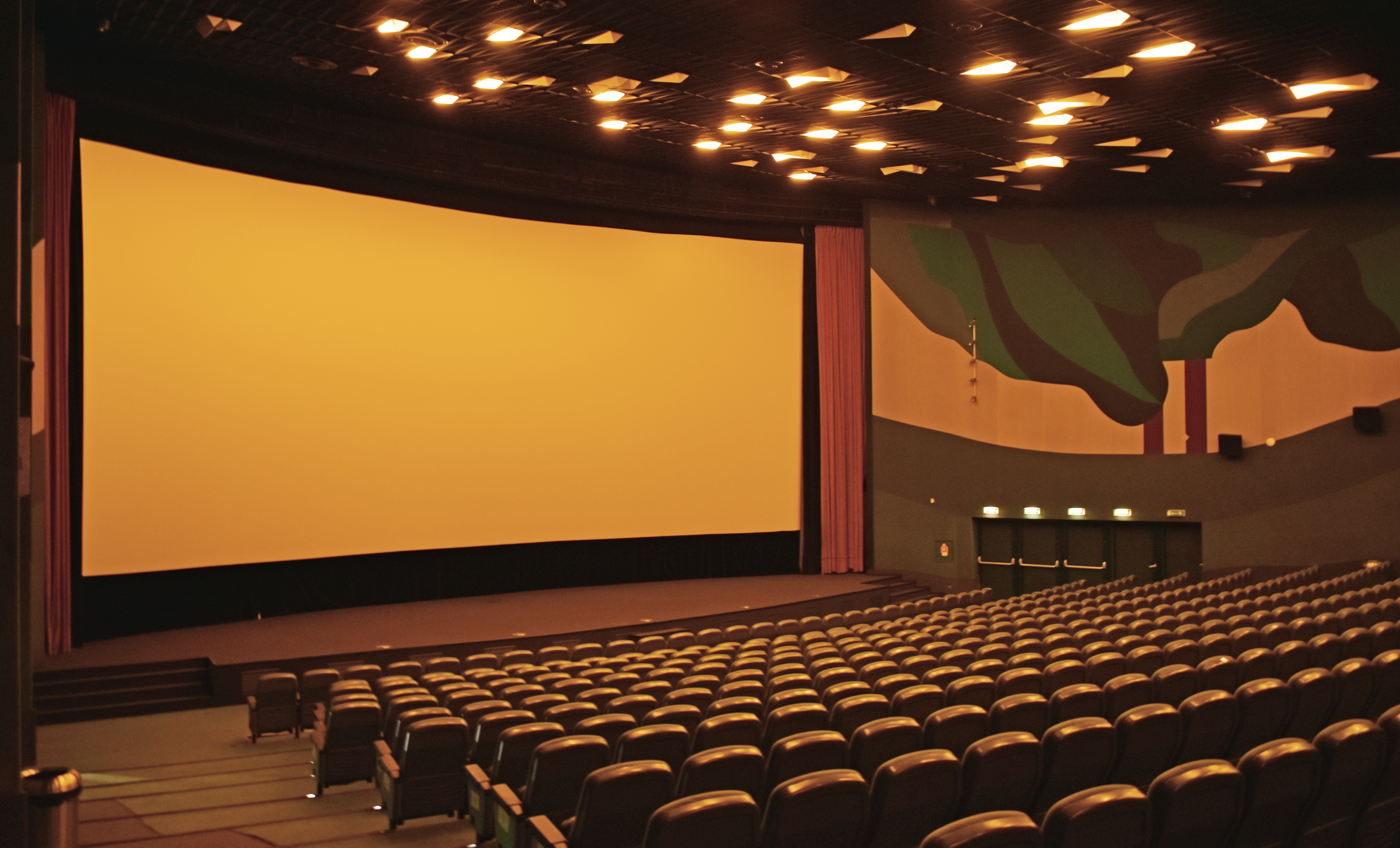
Duża sala.
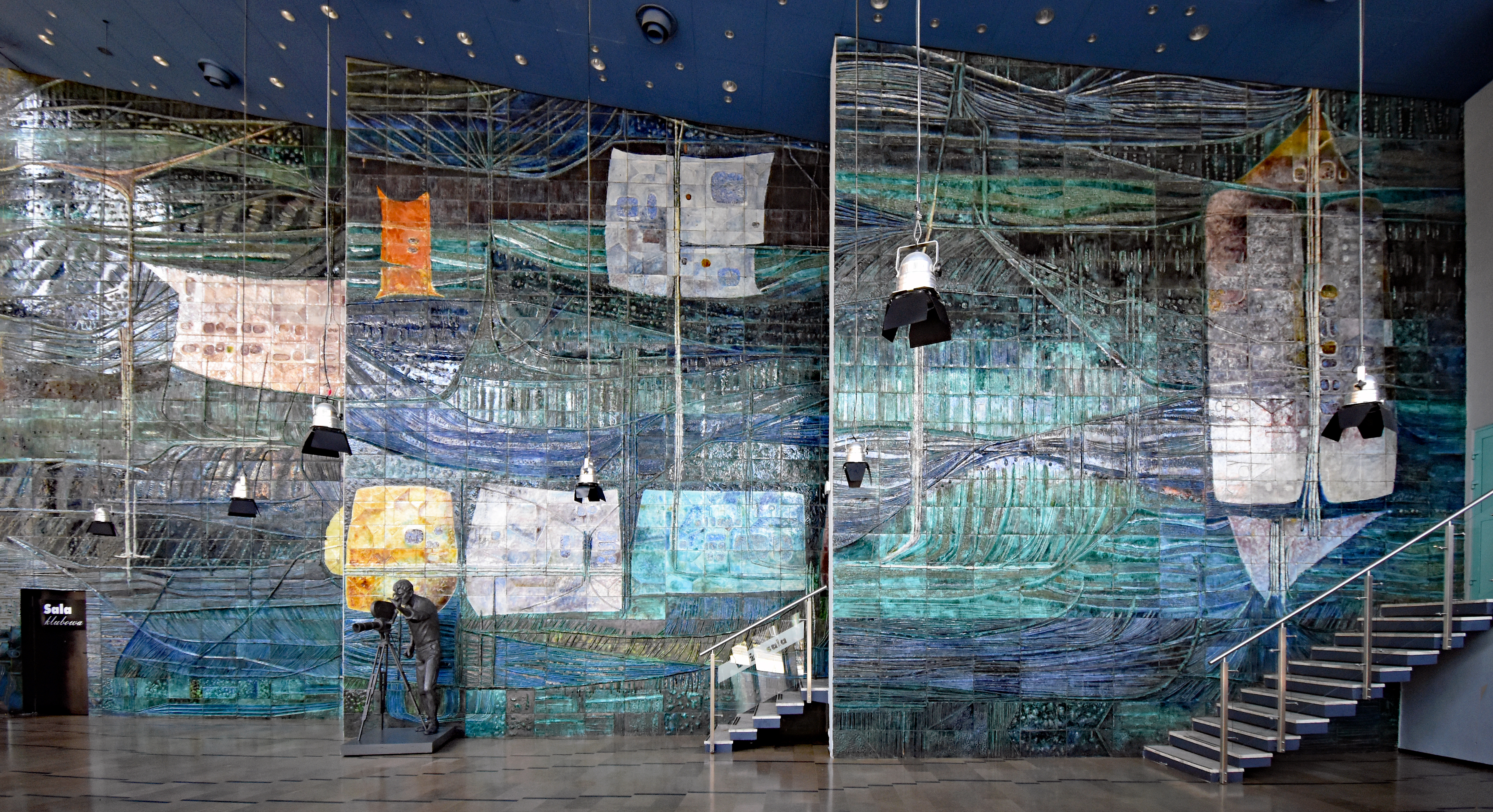
Foyer Mozaika Krystyny Zgud-Strachockiej.
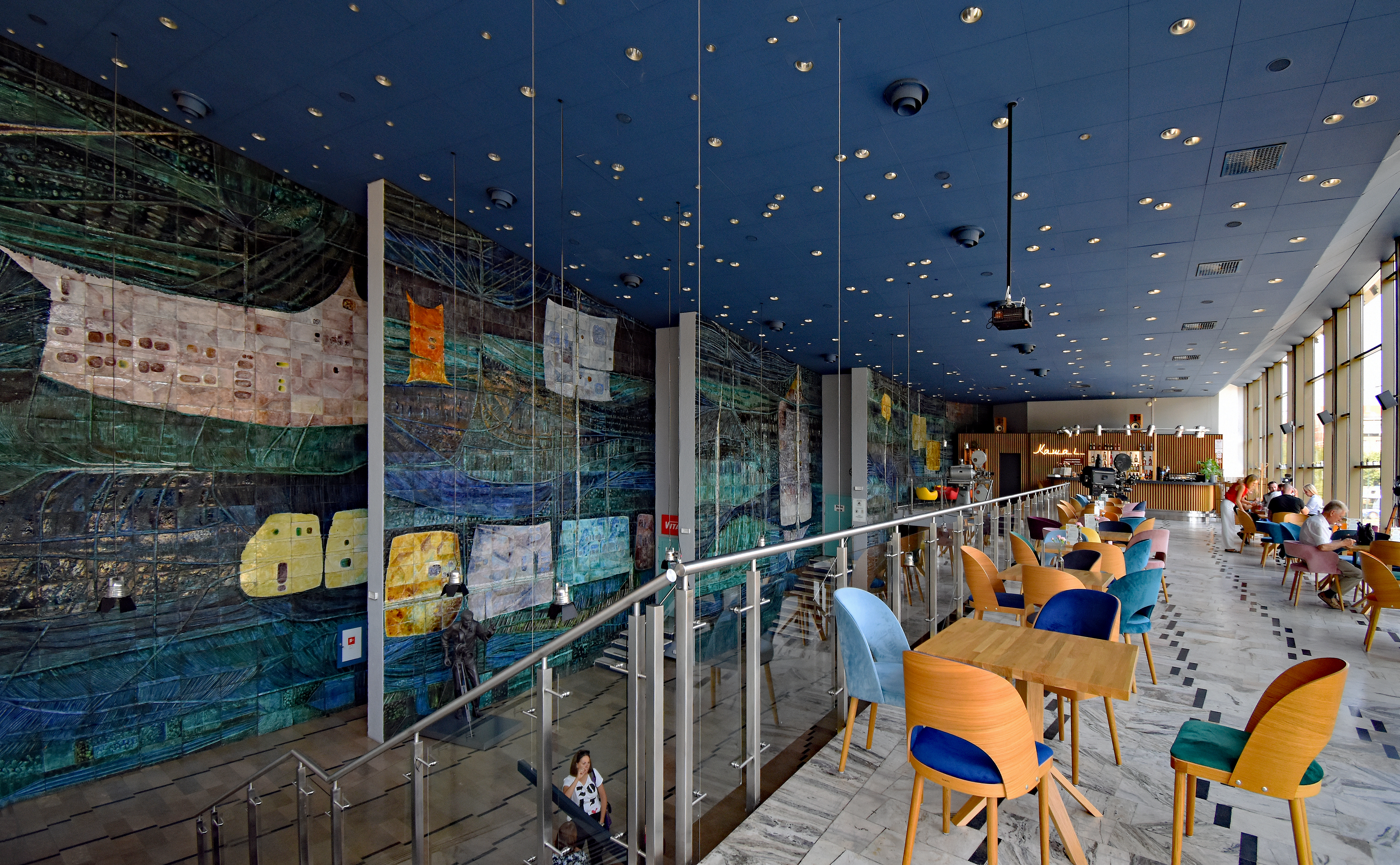
Foyer, kawiarnia i mozaika.
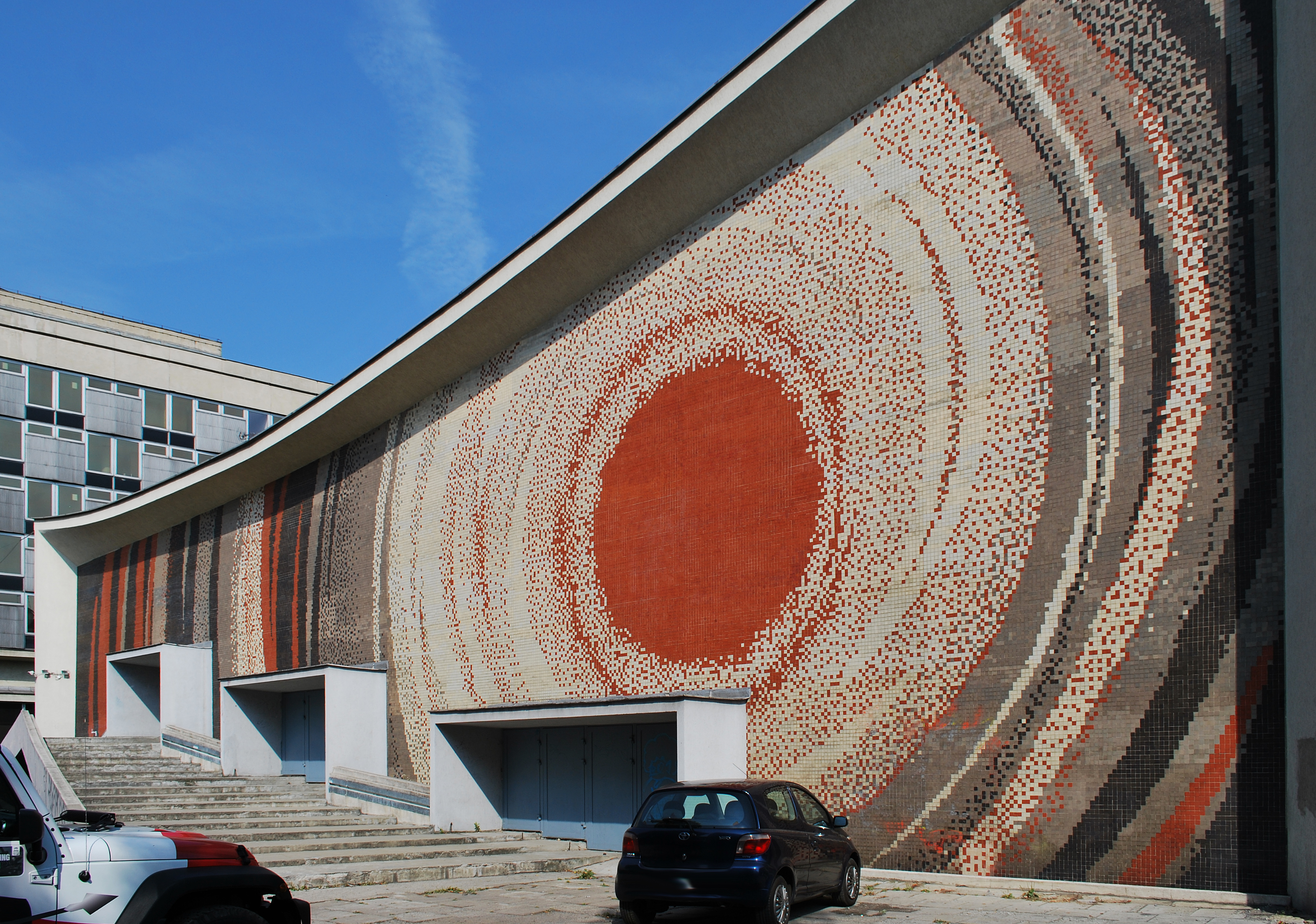
Fasada tylna (zachodnia). Mozaika arch. Jerzego Kowala